# Карамоко, Исаак
Исаак Карамоко (итал. Isaac Karamoko; родился 26 мая 2002, Франция) — французский футболист ивуарийского происхождения, нападающий клуба «Сассуоло».

## Футбольная карьера
Исаак родился во Франции. Футболом начинал заниматься в академии «Пари Сен-Жермена», которую окончил в 2020 году. В том же году, проведя несколько месяцев в статусе свободного агента, перебрался в молодёжную команду «Сассуоло». С второй половины сезона 2020/2021 привлекался к тренировкам с основной командой. 7 апреля 2021 года дебютировал в Серии А в поединке против миланского «Интера», выйдя на замену на 90-й минуте вместо Влада Кирикеша